# Kyle Walker
Kyle Andrew Zac Walker (Sheffield, 28 maggio 1990) è un calciatore inglese, difensore del Burnley e della nazionale inglese, della quale è vice-capitano e con la quale è diventato vicecampione d'Europa nel 2021 e nel 2024.

## Biografia
È di origini giamaicane.

## Caratteristiche tecniche
È dotato di grande velocità e forza fisica; abile nei cross, in fase di interdizione, in possesso di un tiro potente ed abile anche nel gioco aereo. Può agire come esterno di centrocampo sulla fascia destra e all'occorrenza può essere schierato come difensore centrale.

## Carriera

### Club

#### Gli inizi
Cresciuto nello Sheffield United, ha esordito nel Northampton Town, dove era stato ceduto in prestito, prima di fare ritorno allo Sheffield United. Nel 2009 è stato acquistato dal Tottenham, che lo ha prestato di nuovo allo Sheffield United. Tornato al Tottenham nel febbraio 2010, ha debuttato in Premier League il 28 marzo successivo in una vittoria per 2-0 sul Portsmouth. Nel settembre 2010 debutta con la maglia del Queens Park Rangers, dove era stato ceduto in prestito, contro l'Ipswich Town. Tornato al Tottenham a dicembre, il 6 gennaio 2011 viene prestato all'Aston Villa per il resto della stagione. Il 5 febbraio segna un gol contro il Fulham. 

#### Tottenham

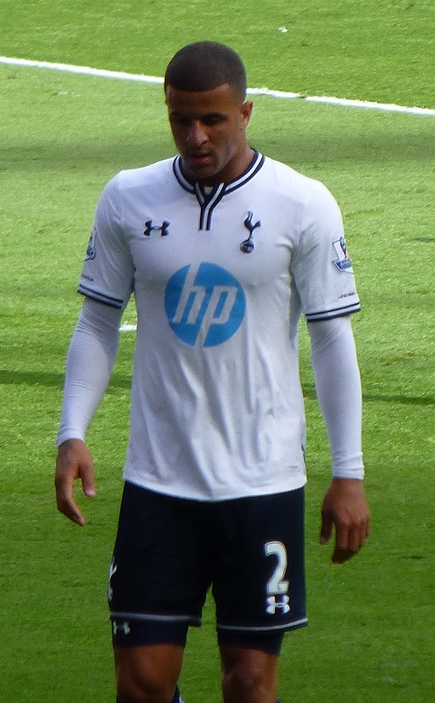
Kyle Walker al nel 2013

A fine stagione fa ritorno al Tottenham. Il 22 aprile viene nominato miglior giovane dell'anno in Premier League dalla PFA. Il 3 maggio 2012 firma un nuovo contratto di cinque anni con il Tottenham, legandosi al club londinese fino al 2017. Resta al Tottenham per altre 5 stagioni, collezionando 180 presenze e 4 reti in tutte le competizioni.

#### Manchester City e prestito al Milan
Il 14 luglio 2017 firma un contratto quinquennale con il Manchester City, che lo acquista per una cifra di circa 55 milioni di euro. Il 1º settembre 2018 sigla la sua prima rete con i Citizens, realizzando anche il gol della vittoria interna per 2-1 contro il Newcastle.
Esordisce con il Manchester City il 12 agosto 2017 nella partita di campionato contro il Brighton in trasferta. Nel febbraio 2018 vince la Coppa di Lega inglese, primo trofeo per lui e sotto la gestione di Pep Guardiola, e a maggio si aggiudica il campionato inglese. Nella stagione seguente si aggiudica campionato, Coppa d'Inghilterra e Coppa di Lega inglese, centrando il treble domestico.
Il 6 novembre 2019, in occasione della partita di UEFA Champions League contro l'Atalanta giocata allo stadio Meazza di Milano, ricopre il ruolo di portiere negli ultimi dieci minuti di gioco, avendo la squadra inglese esaurito le sostituzioni ed essendo ridotta in dieci uomini per l'espulsione di Claudio Bravo; Walker respinge un calcio di punizione e riesce a difendere il risultato di 1-1.
Nell'ottobre 2020 celebra le cento presenze con il Manchester City segnando un gol nella partita di campionato contro lo Sheffield Utd. Dal 2020 al 2024 si aggiudica altri quattro campionati, altre due Coppe di Lega inglesi e un'altra Coppa d'Inghilterra. Tra i successi nazionali vanno annoverate anche le vittorie della Supercoppa d'Inghilterra nel 2018, 2019 e 2024. 

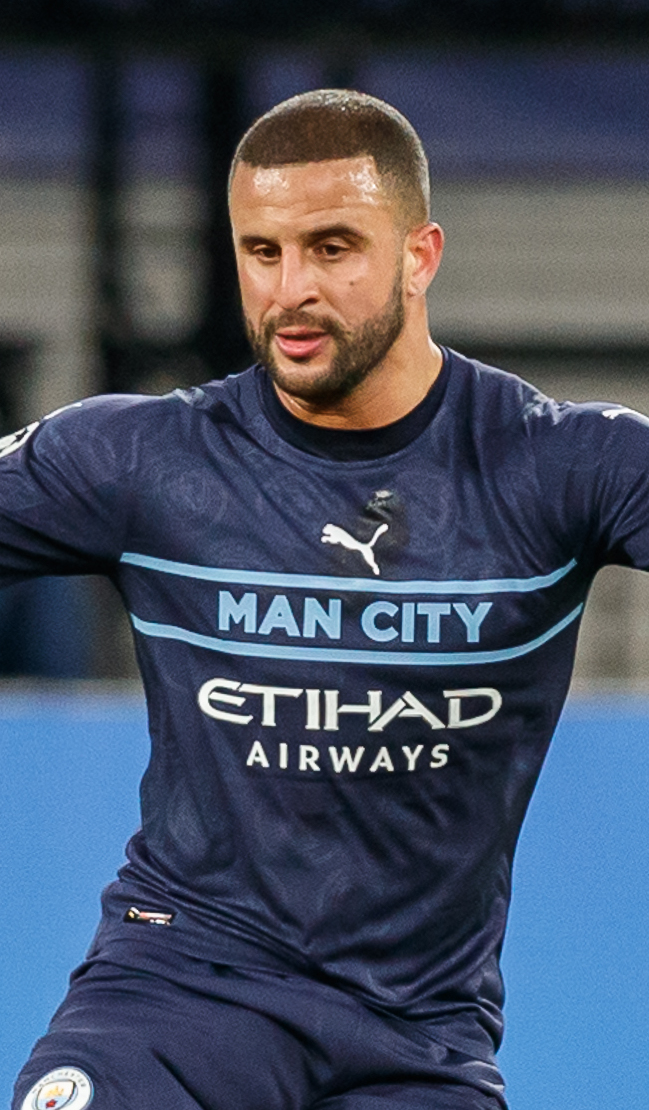
Kyle Walker al nel 2021

Il 19 ottobre 2021, nella vittoria per 5-1 sul campo del Club Bruges, realizza il suo primo gol in UEFA Champions League.

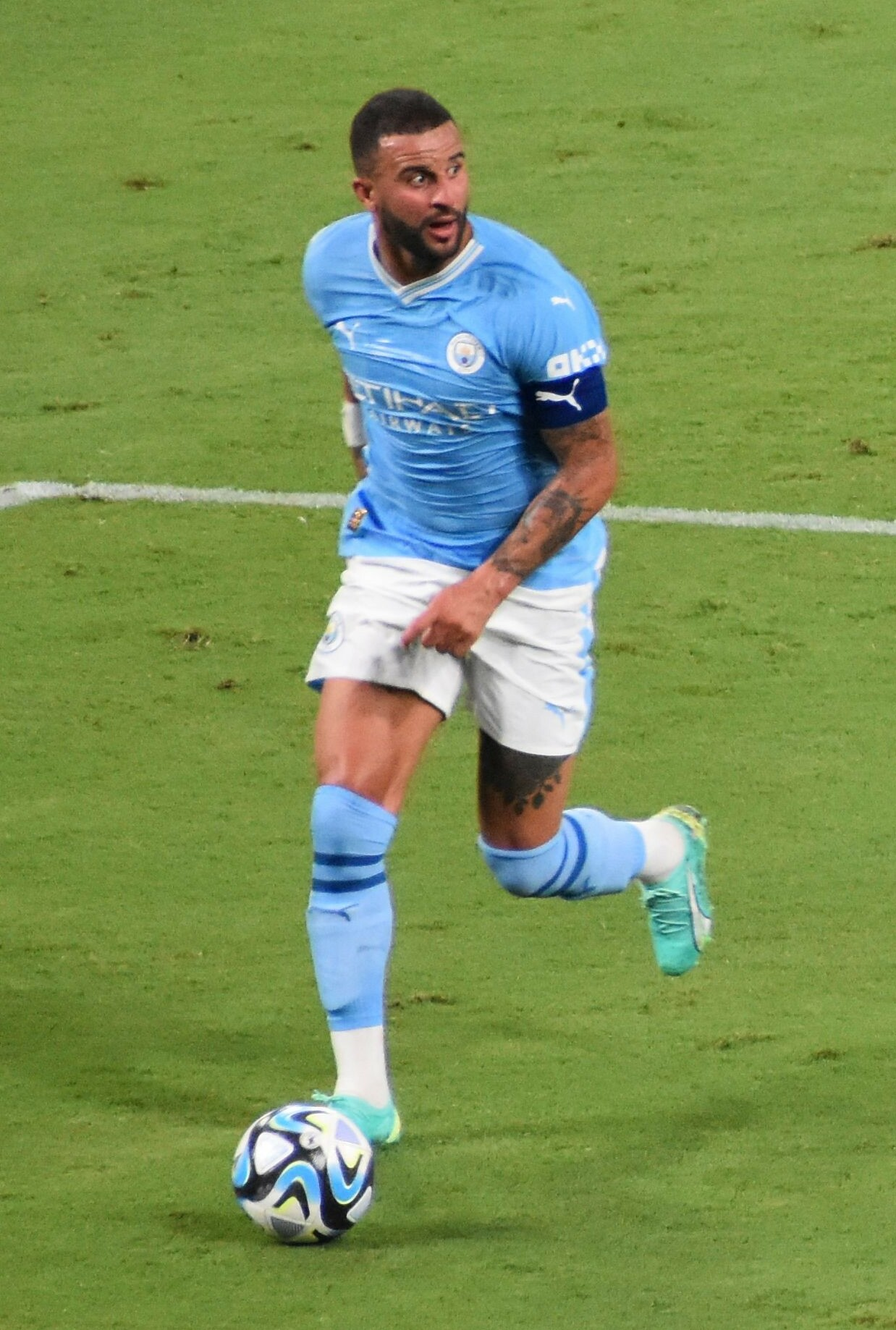
Kyle Walker durante un'amichevole tra e.

In ambito continentale Walker disputa la finale della UEFA Champions League del 2020-2021, persa contro il Chelsea, e si aggiudica la UEFA Champions League 2022-2023 nella finale vinta per 1-0 contro l'Inter, risultando anche nella formazione ideale della competizione diramata dalla UEFA. In seguito conquista nello stesso anno anche la Supercoppa UEFA e la Coppa del mondo per club FIFA, con il Manchester City che completa così il treble internazionale. Nella stagione 2023-2024 viene nominato come capitano del Manchester City.
Il 24 gennaio 2025 viene ceduto al Milan in prestito gratuito, con diritto di riscatto fissato a 5 milioni di euro. Esordisce in rossonero il 2 febbraio successivo, giocando da titolare il derby milanese casalingo, pareggiato per 1-1.  Al termine della stagione non viene riscattato e fa ritorno ai Citizens, con i quali conclude la sua esperienza dopo 319 presenze e 6 complessivi.

#### Burnley
Il 5 luglio 2025 viene ceduto a titolo definitivo al Burnley, neo promosso in Premier League, con cui sottoscrive un accordo di due anni valido fino al 30 giugno 2027.

### Nazionale
Ha giocato per le nazionali inglesi Under-19 e Under-21, disputando con entrambe sette partite.
Il 6 febbraio 2011 viene convocato per la prima volta nella nazionale maggiore in occasione dell'amichevole con la Danimarca. Esordisce il 12 novembre seguente, in occasione dell'amichevole contro la Spagna, vinta per 1-0. Non partecipa al campionato d'Europa 2012 perché infortunatosi all'ultima giornata di campionato, ma quattro anni dopo viene convocato per il campionato d'Europa 2016 in Francia, manifestazione in cui la nazionale inglese viene eliminata agli ottavi di finale dall'Islanda.

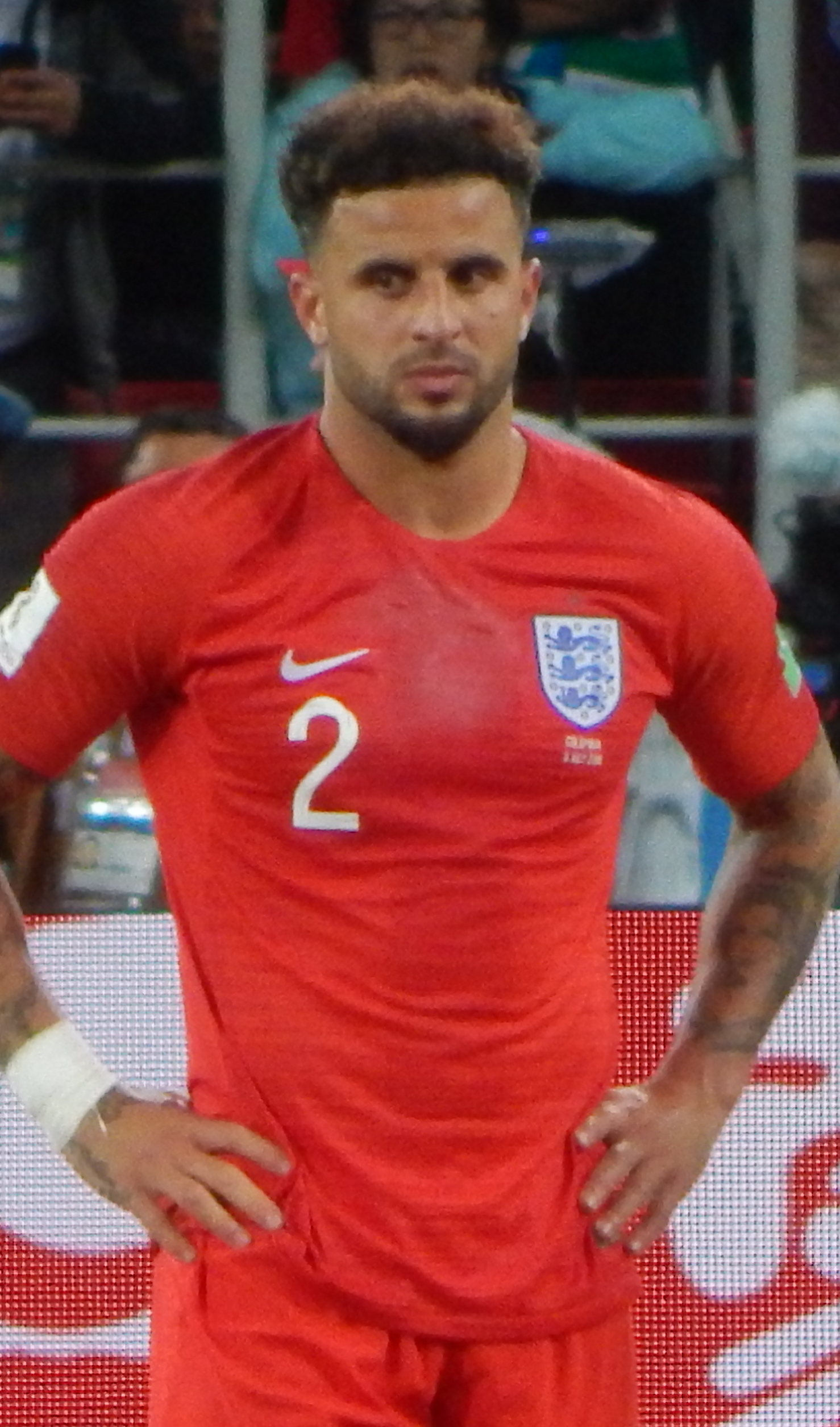
Kyle Walker con la maglia della Nazionale inglese nel 2018.

Il 7 aprile 2020 viene escluso dal giro della nazionale dal CT Gareth Southgate dopo avere organizzato un festino durante la quarantena dovuta al COVID-19. Tuttavia questa esclusione dura poco in quanto a settembre viene richiamato dal CT dei tre leoni.
Il 9 settembre 2023 segna il suo primo gol in nazionale, nella partita pareggiata contro l'Ucraina (1-1).
Il 20 novembre 2023 indossa per la prima volta la fascia da capitano della selezione inglese contro la Macedonia del Nord (1-1).

## Statistiche

### Presenze e reti nei club
Statistiche aggiornate al 9 maggio 2025.
| Stagione               | Squadra                | Campionato             | Campionato | Campionato | Coppe nazionali | Coppe nazionali | Coppe nazionali | Coppe continentali | Coppe continentali | Coppe continentali | Altre coppe | Altre coppe | Altre coppe | Totale | Totale |
| Stagione               | Squadra                | Comp                   | Pres       | Reti       | Comp            | Pres            | Reti            | Comp               | Pres               | Reti               | Comp        | Pres        | Reti        | Pres   | Reti   |
| ---------------------- | ---------------------- | ---------------------- | ---------- | ---------- | --------------- | --------------- | --------------- | ------------------ | ------------------ | ------------------ | ----------- | ----------- | ----------- | ------ | ------ |
| 2008-gen. 2009         | Northampton Town       | FL1                    | 9          | 0          | FACup+CdL       | 0               | 0               | -                  | -                  | -                  | -           | -           | -           | 9      | 0      |
| gen.-giu. 2009         | Sheffield Utd          | FLC                    | 2+3        | 0          | FACup+CdL       | 2+0             | 0               | -                  | -                  | -                  | -           | -           | -           | 7      | 0      |
| 2009-mar. 2010         | Sheffield Utd          | FLC                    | 26         | 0          | FACup+CdL       | 2+0             | 0               | -                  | -                  | -                  | -           | -           | -           | 28     | 0      |
| Totale Sheffield Utd   | Totale Sheffield Utd   | Totale Sheffield Utd   | 28+3       | 0          |                 | 4               | 0               |                    | -                  | -                  |             | -           | -           | 35     | 0      |
| mar.-giu. 2010         | Tottenham              | PL                     | 2          | 0          | FACup+CdL       | 0               | 0               | -                  | -                  | -                  | -           | -           | -           | 2      | 0      |
| ago. 2010              | Tottenham              | PL                     | 1          | 0          | FACup+CdL       | 0               | 0               | UCL                | 0                  | 0                  | -           | -           | -           | 1      | 0      |
| 2010-gen. 2011         | QPR                    | FLC                    | 20         | 0          | FACup+CdL       | 0               | 0               | -                  | -                  | -                  | -           | -           | -           | 20     | 0      |
| gen.-giu. 2011         | Aston Villa            | PL                     | 15         | 1          | FACup+CdL       | 3+0             | 1               | -                  | -                  | -                  | -           | -           | -           | 18     | 2      |
| 2011-2012              | Tottenham              | PL                     | 37         | 2          | FACup+CdL       | 5+0             | 0               | UEL                | 5                  | 0                  | -           | -           | -           | 47     | 2      |
| 2012-2013              | Tottenham              | PL                     | 36         | 0          | FACup+CdL       | 1+2             | 0               | UEL                | 11                 | 0                  | -           | -           | -           | 50     | 0      |
| 2013-2014              | Tottenham              | PL                     | 26         | 1          | FACup+CdL       | 1+3             | 0               | UEL                | 4                  | 0                  | -           | -           | -           | 34     | 1      |
| 2014-2015              | Tottenham              | PL                     | 15         | 0          | FACup+CdL       | 0+3             | 0               | UEL                | 3                  | 0                  | -           | -           | -           | 21     | 0      |
| 2015-2016              | Tottenham              | PL                     | 33         | 1          | FACup+CdL       | 2+0             | 0               | UEL                | 0                  | 0                  | -           | -           | -           | 35     | 1      |
| 2016-2017              | Tottenham              | PL                     | 33         | 0          | FACup+CdL       | 1+0             | 0               | UCL+UEL            | 3+2                | 0                  | -           | -           | -           | 39     | 0      |
| Totale Tottenham       | Totale Tottenham       | Totale Tottenham       | 183        | 4          |                 | 18              | 0               |                    | 28                 | 0                  |             | -           | -           | 229    | 4      |
| 2017-2018              | Manchester City        | PL                     | 32         | 0          | FACup+CdL       | 3+6             | 0               | UCL                | 7                  | 0                  | -           | -           | -           | 48     | 0      |
| 2018-2019              | Manchester City        | PL                     | 33         | 1          | FACup+CdL       | 5+3             | 0+1             | UCL                | 10                 | 0                  | CS          | 1           | 0           | 52     | 2      |
| 2019-2020              | Manchester City        | PL                     | 29         | 1          | FACup+CdL       | 2+4             | 0               | UCL                | 6                  | 0                  | CS          | 1           | 0           | 42     | 1      |
| 2020-2021              | Manchester City        | PL                     | 24         | 1          | FACup+CdL       | 3+4             | 1+0             | UCL                | 11                 | 0                  | -           | -           | -           | 42     | 2      |
| 2021-2022              | Manchester City        | PL                     | 20         | 0          | FACup+CdL       | 3+1             | 0               | UCL                | 7                  | 1                  | CS          | 0           | 0           | 31     | 1      |
| 2022-2023              | Manchester City        | PL                     | 27         | 0          | FACup+CdL       | 5+1             | 0               | UCL                | 5                  | 0                  | CS          | 1           | 0           | 39     | 0      |
| 2023-2024              | Manchester City        | PL                     | 32         | 0          | FACup+CdL       | 5+0             | 0               | UCL                | 6                  | 0                  | CS+SU+Cmc   | 1+1+2       | 0           | 47     | 0      |
| 2024-gen. 2025         | Manchester City        | PL                     | 15         | 0          | FACup+CdL       | 0+1             | 0               | UCL                | 2                  | 0                  | CS+Cmc      | 0+0         | 0           | 18     | 0      |
| Totale Manchester City | Totale Manchester City | Totale Manchester City | 212        | 3          |                 | 46              | 2               |                    | 54                 | 1                  |             | 7           | 0           | 319    | 6      |
| gen.-giu. 2025         | Milan                  | A                      | 11         | 0          | CI              | 2               | 0               | UCL                | 2                  | 0                  | SI          | -           | -           | 15     | 0      |
| 2025-2026              | Burnley                | PL                     | 0          | 0          | FACup+CdL       | 0               | 0               | -                  | -                  | -                  | -           | -           | -           | 0      | 0      |
| Totale carriera        | Totale carriera        | Totale carriera        | 481        | 8          |                 | 73              | 3               |                    | 84                 | 1                  |             | 7           | 0           | 645    | 12     |

### Cronologia presenze e reti in nazionale
| Cronologia completa delle presenze e delle reti in nazionale ― Inghilterra | Cronologia completa delle presenze e delle reti in nazionale ― Inghilterra | Cronologia completa delle presenze e delle reti in nazionale ― Inghilterra | Cronologia completa delle presenze e delle reti in nazionale ― Inghilterra | Cronologia completa delle presenze e delle reti in nazionale ― Inghilterra | Cronologia completa delle presenze e delle reti in nazionale ― Inghilterra | Cronologia completa delle presenze e delle reti in nazionale ― Inghilterra | Cronologia completa delle presenze e delle reti in nazionale ― Inghilterra |
| Data                                                                       | Città                                                                      | In casa                                                                    | Risultato                                                                  | Ospiti                                                                     | Competizione                                                               | Reti                                                                       | Note                                                                       |
| -------------------------------------------------------------------------- | -------------------------------------------------------------------------- | -------------------------------------------------------------------------- | -------------------------------------------------------------------------- | -------------------------------------------------------------------------- | -------------------------------------------------------------------------- | -------------------------------------------------------------------------- | -------------------------------------------------------------------------- |
| 12-11-2011                                                                 | Londra                                                                     | Inghilterra                                                                | 1 – 0                                                                      | Spagna                                                                     | Amichevole                                                                 | -                                                                          | 85’                                                                        |
| 15-11-2011                                                                 | Londra                                                                     | Inghilterra                                                                | 1 – 0                                                                      | Svezia                                                                     | Amichevole                                                                 | -                                                                          |                                                                            |
| 15-8-2012                                                                  | Berna                                                                      | Italia                                                                     | 1 – 2                                                                      | Inghilterra                                                                | Amichevole                                                                 | -                                                                          |                                                                            |
| 12-10-2012                                                                 | Londra                                                                     | Inghilterra                                                                | 5 – 0                                                                      | San Marino                                                                 | Qual. Mondiali 2014                                                        | -                                                                          |                                                                            |
| 22-3-2013                                                                  | Serravalle                                                                 | San Marino                                                                 | 0 – 8                                                                      | Inghilterra                                                                | Qual. Mondiali 2014                                                        | -                                                                          |                                                                            |
| 14-8-2013                                                                  | Londra                                                                     | Inghilterra                                                                | 3 – 2                                                                      | Scozia                                                                     | Amichevole                                                                 | -                                                                          | 56’                                                                        |
| 6-9-2013                                                                   | Londra                                                                     | Inghilterra                                                                | 4 – 0                                                                      | Moldavia                                                                   | Qual. Mondiali 2014                                                        | -                                                                          |                                                                            |
| 10-9-2013                                                                  | Kiev                                                                       | Ucraina                                                                    | 0 – 0                                                                      | Inghilterra                                                                | Qual. Mondiali 2014                                                        | -                                                                          | 70’                                                                        |
| 11-10-2013                                                                 | Londra                                                                     | Inghilterra                                                                | 4 – 1                                                                      | Montenegro                                                                 | Qual. Mondiali 2014                                                        | -                                                                          | 55’                                                                        |
| 19-11-2013                                                                 | Londra                                                                     | Inghilterra                                                                | 0 – 1                                                                      | Germania                                                                   | Amichevole                                                                 | -                                                                          |                                                                            |
| 31-3-2015                                                                  | Torino                                                                     | Italia                                                                     | 1 – 1                                                                      | Inghilterra                                                                | Amichevole                                                                 | -                                                                          | 46’                                                                        |
| 12-10-2015                                                                 | Vilnius                                                                    | Lituania                                                                   | 0 – 3                                                                      | Inghilterra                                                                | Qual. Euro 2016                                                            | -                                                                          |                                                                            |
| 13-11-2015                                                                 | Alicante                                                                   | Spagna                                                                     | 2 – 0                                                                      | Inghilterra                                                                | Amichevole                                                                 | -                                                                          |                                                                            |
| 29-3-2016                                                                  | Londra                                                                     | Inghilterra                                                                | 1 – 2                                                                      | Paesi Bassi                                                                | Amichevole                                                                 | -                                                                          |                                                                            |
| 22-5-2016                                                                  | Manchester                                                                 | Inghilterra                                                                | 2 – 1                                                                      | Turchia                                                                    | Amichevole                                                                 | -                                                                          |                                                                            |
| 2-6-2016                                                                   | Londra                                                                     | Inghilterra                                                                | 1 – 0                                                                      | Portogallo                                                                 | Amichevole                                                                 | -                                                                          |                                                                            |
| 11-6-2016                                                                  | Marsiglia                                                                  | Inghilterra                                                                | 1 – 1                                                                      | Russia                                                                     | Euro 2016                                                                  | -                                                                          |                                                                            |
| 16-6-2016                                                                  | Lens                                                                       | Inghilterra                                                                | 2 – 1                                                                      | Galles                                                                     | Euro 2016 - 1º Turno                                                       | -                                                                          |                                                                            |
| 27-6-2016                                                                  | Nizza                                                                      | Inghilterra                                                                | 1 – 2                                                                      | Islanda                                                                    | Euro 2016 - Ottavi di finale                                               | -                                                                          |                                                                            |
| 4-9-2016                                                                   | Trnava                                                                     | Slovacchia                                                                 | 0 – 1                                                                      | Inghilterra                                                                | Qual. Mondiali 2018                                                        | -                                                                          |                                                                            |
| 8-10-2016                                                                  | Londra                                                                     | Inghilterra                                                                | 2 – 0                                                                      | Malta                                                                      | Qual. Mondiali 2018                                                        | -                                                                          |                                                                            |
| 11-10-2016                                                                 | Lubiana                                                                    | Slovenia                                                                   | 0 – 0                                                                      | Inghilterra                                                                | Qual. Mondiali 2018                                                        | -                                                                          |                                                                            |
| 11-11-2016                                                                 | Londra                                                                     | Inghilterra                                                                | 3 – 0                                                                      | Scozia                                                                     | Qual. Mondiali 2018                                                        | -                                                                          |                                                                            |
| 22-3-2017                                                                  | Dortmund                                                                   | Germania                                                                   | 1 – 0                                                                      | Inghilterra                                                                | Amichevole                                                                 | -                                                                          |                                                                            |
| 26-3-2017                                                                  | Londra                                                                     | Inghilterra                                                                | 2 – 0                                                                      | Lituania                                                                   | Qual. Mondiali 2018                                                        | -                                                                          |                                                                            |
| 10-6-2017                                                                  | Glasgow                                                                    | Scozia                                                                     | 2 – 2                                                                      | Inghilterra                                                                | Qual. Mondiali 2018                                                        | -                                                                          |                                                                            |
| 13-6-2017                                                                  | Saint-Denis                                                                | Francia                                                                    | 3 – 2                                                                      | Inghilterra                                                                | Amichevole                                                                 | -                                                                          | 46’                                                                        |
| 1-9-2017                                                                   | Ta' Qali                                                                   | Malta                                                                      | 0 – 4                                                                      | Inghilterra                                                                | Qual. Mondiali 2018                                                        | -                                                                          |                                                                            |
| 4-9-2017                                                                   | Londra                                                                     | Inghilterra                                                                | 2 – 1                                                                      | Slovacchia                                                                 | Qual. Mondiali 2018                                                        | -                                                                          |                                                                            |
| 5-10-2017                                                                  | Londra                                                                     | Inghilterra                                                                | 1 – 0                                                                      | Slovenia                                                                   | Qual. Mondiali 2018                                                        | -                                                                          |                                                                            |
| 10-11-2017                                                                 | Londra                                                                     | Inghilterra                                                                | 0 – 0                                                                      | Germania                                                                   | Amichevole                                                                 | -                                                                          |                                                                            |
| 14-11-2017                                                                 | Londra                                                                     | Inghilterra                                                                | 0 – 0                                                                      | Brasile                                                                    | Amichevole                                                                 | -                                                                          |                                                                            |
| 23-3-2018                                                                  | Amsterdam                                                                  | Paesi Bassi                                                                | 0 – 1                                                                      | Inghilterra                                                                | Amichevole                                                                 | -                                                                          |                                                                            |
| 27-3-2018                                                                  | Londra                                                                     | Inghilterra                                                                | 1 – 1                                                                      | Italia                                                                     | Amichevole                                                                 | -                                                                          | 72’                                                                        |
| 2-6-2018                                                                   | Londra                                                                     | Inghilterra                                                                | 2 – 1                                                                      | Nigeria                                                                    | Amichevole                                                                 | -                                                                          |                                                                            |
| 18-6-2018                                                                  | Volgograd                                                                  | Tunisia                                                                    | 1 – 2                                                                      | Inghilterra                                                                | Mondiali 2018 - 1º turno                                                   | -                                                                          | 33’                                                                        |
| 24-6-2018                                                                  | Nižnij Novgorod                                                            | Inghilterra                                                                | 6 – 1                                                                      | Panama                                                                     | Mondiali 2018 - 1º turno                                                   | -                                                                          |                                                                            |
| 3-7-2018                                                                   | Mosca                                                                      | Colombia                                                                   | 1 – 1 dts (3 – 4 dtr)                                                      | Inghilterra                                                                | Mondiali 2018 - Ottavi di finale                                           | -                                                                          | 113’                                                                       |
| 7-7-2018                                                                   | Samara                                                                     | Svezia                                                                     | 0 – 2                                                                      | Inghilterra                                                                | Mondiali 2018 - Quarti di finale                                           | -                                                                          |                                                                            |
| 11-7-2018                                                                  | Mosca                                                                      | Croazia                                                                    | 2 – 1 dts                                                                  | Inghilterra                                                                | Mondiali 2018 - Semifinale                                                 | -                                                                          | 54’ 112’                                                                   |
| 11-9-2018                                                                  | Leicester                                                                  | Inghilterra                                                                | 1 – 0                                                                      | Svizzera                                                                   | Amichevole                                                                 | -                                                                          |                                                                            |
| 12-10-2018                                                                 | Fiume                                                                      | Croazia                                                                    | 0 – 0                                                                      | Inghilterra                                                                | UEFA Nations League 2018-2019 - 1º turno                                   | -                                                                          |                                                                            |
| 15-10-2018                                                                 | Siviglia                                                                   | Spagna                                                                     | 2 – 3                                                                      | Inghilterra                                                                | UEFA Nations League 2018-2019 - 1º turno                                   | -                                                                          | 75’                                                                        |
| 18-11-2018                                                                 | Londra                                                                     | Inghilterra                                                                | 2 – 1                                                                      | Croazia                                                                    | UEFA Nations League 2018-2019 - 1º turno                                   | -                                                                          |                                                                            |
| 22-3-2019                                                                  | Londra                                                                     | Inghilterra                                                                | 5 – 0                                                                      | Rep. Ceca                                                                  | Qual. Euro 2020                                                            | -                                                                          |                                                                            |
| 25-3-2019                                                                  | Podgorica                                                                  | Montenegro                                                                 | 1 – 5                                                                      | Inghilterra                                                                | Qual. Euro 2020                                                            | -                                                                          |                                                                            |
| 6-6-2019                                                                   | Guimarães                                                                  | Paesi Bassi                                                                | 3 – 1 dts                                                                  | Inghilterra                                                                | UEFA Nations League 2018-2019 - Semifinale                                 | -                                                                          |                                                                            |
| 9-6-2019                                                                   | Guimarães                                                                  | Svizzera                                                                   | 0 – 0 dts (5 – 6 dtr)                                                      | Inghilterra                                                                | UEFA Nations League 2018-2019 - Finale 3º posto                            | -                                                                          | 70’                                                                        |
| 5-9-2020                                                                   | Reykjavík                                                                  | Islanda                                                                    | 0 – 1                                                                      | Inghilterra                                                                | UEFA Nations League 2020-2021 - 1º turno                                   | -                                                                          | 33’, 70’                                                                   |
| 11-10-2020                                                                 | Londra                                                                     | Inghilterra                                                                | 2 – 1                                                                      | Belgio                                                                     | UEFA Nations League 2020-2021 - 1º turno                                   | -                                                                          |                                                                            |
| 14-10-2020                                                                 | Londra                                                                     | Inghilterra                                                                | 0 – 1                                                                      | Danimarca                                                                  | UEFA Nations League 2020-2021 - 1º turno                                   | -                                                                          |                                                                            |
| 15-11-2020                                                                 | Lovanio                                                                    | Belgio                                                                     | 2 – 0                                                                      | Inghilterra                                                                | UEFA Nations League 2020-2021 - 1º turno                                   | -                                                                          |                                                                            |
| 18-11-2020                                                                 | Londra                                                                     | Inghilterra                                                                | 4 – 0                                                                      | Islanda                                                                    | UEFA Nations League 2020-2021 - 1º turno                                   | -                                                                          | 12’ 64’                                                                    |
| 28-3-2021                                                                  | Tirana                                                                     | Albania                                                                    | 0 – 2                                                                      | Inghilterra                                                                | Qual. Mondiali 2022                                                        | -                                                                          | 69’                                                                        |
| 31-3-2021                                                                  | Londra                                                                     | Inghilterra                                                                | 2 – 1                                                                      | Polonia                                                                    | Qual. Mondiali 2022                                                        | -                                                                          |                                                                            |
| 13-6-2021                                                                  | Londra                                                                     | Inghilterra                                                                | 1 – 0                                                                      | Croazia                                                                    | Euro 2020 - 1º turno                                                       | -                                                                          |                                                                            |
| 22-6-2021                                                                  | Londra                                                                     | Rep. Ceca                                                                  | 0 – 1                                                                      | Inghilterra                                                                | Euro 2020 - 1º turno                                                       | -                                                                          |                                                                            |
| 29-6-2021                                                                  | Londra                                                                     | Inghilterra                                                                | 2 – 0                                                                      | Germania                                                                   | Euro 2020 - Ottavi di finale                                               | -                                                                          |                                                                            |
| 3-7-2021                                                                   | Roma                                                                       | Ucraina                                                                    | 0 – 4                                                                      | Inghilterra                                                                | Euro 2020 - Quarti di finale                                               | -                                                                          |                                                                            |
| 7-7-2021                                                                   | Londra                                                                     | Inghilterra                                                                | 2 – 1 dts                                                                  | Danimarca                                                                  | Euro 2020 - Semifinale                                                     | -                                                                          |                                                                            |
| 11-7-2021                                                                  | Londra                                                                     | Italia                                                                     | 1 – 1 dts (3 – 2 dtr)                                                      | Inghilterra                                                                | Euro 2020 - Finale                                                         | -                                                                          | 120’                                                                       |
| 2-9-2021                                                                   | Budapest                                                                   | Ungheria                                                                   | 0 – 4                                                                      | Inghilterra                                                                | Qual. Mondiali 2022                                                        | -                                                                          |                                                                            |
| 8-9-2021                                                                   | Varsavia                                                                   | Polonia                                                                    | 1 – 1                                                                      | Inghilterra                                                                | Qual. Mondiali 2022                                                        | -                                                                          |                                                                            |
| 12-10-2021                                                                 | Londra                                                                     | Inghilterra                                                                | 1 – 1                                                                      | Ungheria                                                                   | Qual. Mondiali 2022                                                        | -                                                                          |                                                                            |
| 12-11-2021                                                                 | Londra                                                                     | Inghilterra                                                                | 5 – 0                                                                      | Albania                                                                    | Qual. Mondiali 2022                                                        | -                                                                          |                                                                            |
| 4-6-2022                                                                   | Budapest                                                                   | Ungheria                                                                   | 1 – 0                                                                      | Inghilterra                                                                | UEFA Nations League 2022-2023 - 1º turno                                   | -                                                                          | 62’                                                                        |
| 7-6-2022                                                                   | Monaco di Baviera                                                          | Germania                                                                   | 1 – 1                                                                      | Inghilterra                                                                | UEFA Nations League 2022-2023 - 1º turno                                   | -                                                                          |                                                                            |
| 14-6-2022                                                                  | Wolverhampton                                                              | Inghilterra                                                                | 0 – 4                                                                      | Ungheria                                                                   | UEFA Nations League 2022-2023 - 1º turno                                   | -                                                                          |                                                                            |
| 23-9-2022                                                                  | Milano                                                                     | Italia                                                                     | 1 – 0                                                                      | Inghilterra                                                                | UEFA Nations League 2022-2023 - 1º turno                                   | -                                                                          | 72’                                                                        |
| 26-9-2022                                                                  | Londra                                                                     | Inghilterra                                                                | 3 – 3                                                                      | Germania                                                                   | UEFA Nations League 2022-2023 - 1º turno                                   | -                                                                          | 37’                                                                        |
| 29-11-2022                                                                 | Al Rayyan                                                                  | Galles                                                                     | 0 – 3                                                                      | Inghilterra                                                                | Mondiali 2022 - 1º turno                                                   | -                                                                          | 57’                                                                        |
| 4-12-2022                                                                  | Al Khor                                                                    | Inghilterra                                                                | 3 – 0                                                                      | Senegal                                                                    | Mondiali 2022 - Ottavi di finale                                           | -                                                                          |                                                                            |
| 10-12-2022                                                                 | Al Khor                                                                    | Inghilterra                                                                | 1 – 2                                                                      | Francia                                                                    | Mondiali 2022 - Quarti di finale                                           | -                                                                          |                                                                            |
| 23-3-2023                                                                  | Napoli                                                                     | Italia                                                                     | 1 – 2                                                                      | Inghilterra                                                                | Qual. Euro 2024                                                            | -                                                                          | 71’                                                                        |
| 26-3-2023                                                                  | Londra                                                                     | Inghilterra                                                                | 2 – 0                                                                      | Ucraina                                                                    | Qual. Euro 2024                                                            | -                                                                          |                                                                            |
| 19-6-2023                                                                  | Manchester                                                                 | Inghilterra                                                                | 7 – 0                                                                      | Macedonia del Nord                                                         | Qual. Euro 2024                                                            | -                                                                          |                                                                            |
| 9-9-2023                                                                   | Breslavia                                                                  | Ucraina                                                                    | 1 – 1                                                                      | Inghilterra                                                                | Qual. Euro 2024                                                            | 1                                                                          |                                                                            |
| 12-9-2023                                                                  | Glasgow                                                                    | Scozia                                                                     | 1 – 3                                                                      | Inghilterra                                                                | Amichevole                                                                 | -                                                                          |                                                                            |
| 17-10-2023                                                                 | Londra                                                                     | Inghilterra                                                                | 3 – 1                                                                      | Italia                                                                     | Qual. Euro 2024                                                            | -                                                                          |                                                                            |
| 17-11-2023                                                                 | Londra                                                                     | Inghilterra                                                                | 2 – 0                                                                      | Malta                                                                      | Qual. Euro 2024                                                            | -                                                                          | 46’                                                                        |
| 20-11-2023                                                                 | Skopje                                                                     | Macedonia del Nord                                                         | 1 – 1                                                                      | Inghilterra                                                                | Qual. Euro 2024                                                            | -                                                                          | cap.                                                                       |
| 23-3-2024                                                                  | Londra                                                                     | Inghilterra                                                                | 0 – 1                                                                      | Brasile                                                                    | Amichevole                                                                 | -                                                                          | Cap. 20’                                                                   |
| 7-6-2024                                                                   | Londra                                                                     | Inghilterra                                                                | 0 – 1                                                                      | Islanda                                                                    | Amichevole                                                                 | -                                                                          | 64’                                                                        |
| 16-6-2024                                                                  | Gelsenkirchen                                                              | Serbia                                                                     | 0 – 1                                                                      | Inghilterra                                                                | Euro 2024 - 1º turno                                                       | -                                                                          |                                                                            |
| 20-6-2024                                                                  | Francoforte sul Meno                                                       | Danimarca                                                                  | 1 – 1                                                                      | Inghilterra                                                                | Euro 2024 - 1º turno                                                       | -                                                                          |                                                                            |
| 25-6-2024                                                                  | Colonia                                                                    | Inghilterra                                                                | 0 – 0                                                                      | Slovenia                                                                   | Euro 2024 - 1º turno                                                       | -                                                                          |                                                                            |
| 30-6-2024                                                                  | Gelsenkirchen                                                              | Inghilterra                                                                | 2 – 1 dts                                                                  | Slovacchia                                                                 | Euro 2024 - Ottavi di finale                                               | -                                                                          |                                                                            |
| 6-7-2024                                                                   | Düsseldorf                                                                 | Inghilterra                                                                | 1 – 1 dts (5 - 3 dtr)                                                      | Svizzera                                                                   | Euro 2024 - Quarti di finale                                               | -                                                                          |                                                                            |
| 10-7-2024                                                                  | Dortmund                                                                   | Paesi Bassi                                                                | 1 – 2                                                                      | Inghilterra                                                                | Euro 2024 - Semifinale                                                     | -                                                                          |                                                                            |
| 14-7-2024                                                                  | Berlino                                                                    | Spagna                                                                     | 2 – 1                                                                      | Inghilterra                                                                | Euro 2024 - Finale                                                         | -                                                                          |                                                                            |
| 13-10-2024                                                                 | Helsinki                                                                   | Finlandia                                                                  | 1 – 3                                                                      | Inghilterra                                                                | UEFA Nations League 2024-2025 - 1º turno                                   | -                                                                          |                                                                            |
| 14-11-2024                                                                 | Amarousio                                                                  | Grecia                                                                     | 0 – 3                                                                      | Inghilterra                                                                | UEFA Nations League 2024-2025 - 1º turno                                   | -                                                                          | cap.                                                                       |
| 17-11-2024                                                                 | Londra                                                                     | Inghilterra                                                                | 5 – 0                                                                      | Irlanda                                                                    | UEFA Nations League 2024-2025 - 1º turno                                   | -                                                                          | 62’                                                                        |
| 21-3-2025                                                                  | Londra                                                                     | Inghilterra                                                                | 2 – 0                                                                      | Albania                                                                    | Qual. Mondiali 2026                                                        | -                                                                          |                                                                            |
| 24-3-2025                                                                  | Londra                                                                     | Inghilterra                                                                | 3 – 0                                                                      | Lettonia                                                                   | Qual. Mondiali 2026                                                        | -                                                                          | 79’                                                                        |
| 10-6-2025                                                                  | West Bridgford                                                             | Inghilterra                                                                | 1 – 3                                                                      | Senegal                                                                    | Amichevole                                                                 | -                                                                          | 44’                                                                        |
| Totale                                                                     |                                                                            | Presenze                                                                   | 96                                                                         |                                                                            | Reti                                                                       | 1                                                                          |                                                                            |

## Palmarès

### Club

#### Competizioni nazionali
- Campionato inglese: 6

Manchester City: 2017-2018, 2018-2019, 2020-2021, 2021-2022, 2022-2023, 2023-2024
- Coppa di Lega inglese: 4

Manchester City: 2017-2018, 2018-2019, 2019-2020, 2020-2021
- Coppa d'Inghilterra: 2

Manchester City: 2018-2019, 2022-2023
- Community Shield: 3

Manchester City: 2018, 2019, 2024

#### Competizioni internazionali
- UEFA Champions League: 1

Manchester City: 2022-2023
- Supercoppa UEFA: 1

Manchester City: 2023
- Coppa del mondo per club: 1

Manchester City: 2023

### Individuale
- Inserito nella selezione UEFA dell'Europeo Under-21: 1

Danimarca 2011
- Giovane dell'anno della PFA: 1

2012
- Squadra del torneo del campionato europeo: 2

Europa 2020, Germania 2024
- Squadra della stagione della UEFA Champions League: 1

2022-2023
- Pallone d'argento Coppa del mondo per club FIFA: 1

2023
- FIFA FIFPro World XI: 1

2023